# Frédéric Marchand
Pour les articles homonymes, voir Marchand.
Frédéric Marchand, né le 31 mai 1965, est un homme politique français. Sénateur Renaissance (ex-LREM) du Nord de 2017 à 2023 (membre du groupe Rassemblement des démocrates, progressistes et indépendants), il a repris une activité de conseils auprès des entreprises et des collectivités, notamment sur les sujets d'alimentation durable et leurs déclinaisons sur les territoires.

## Biographie
Il adhère au Parti socialiste en 1984. Juriste de formation, il devient assistant parlementaire de Bernard Derosier, député du Nord, en 1987. En 1996, il prend le poste de directeur de cabinet du maire de Ronchin, qu'il occupe jusqu'en 2000, avant d'entrer au conseil général du Nord, d'abord comme chargé de mission sur le centenaire de la loi de 1901 puis au sein de la direction des relations internationales. Il met en œuvre des coopérations entre le département du Nord, la province du Nouveau-Brunswick au Canada et la province de Venise en Italie. En 2006, il redevient assistant parlementaire et fonde en 2016 la société Remue Méninges, spécialisée dans la formation des élus.
Investi très tôt dans la vie politique, il devient adjoint au maire de la commune associée d'Hellemmes-Lille en 1995 et conseiller municipal de Lille dans l'équipe dirigée par Pierre Mauroy. Il devient premier adjoint au maire d'Hellemmes en mars 2001 dans l'équipe conduite par Gilles Pargneaux et adjoint à la maire de Lille, Martine Aubry. Réélu en 2008, il succède à Gilles Pargneaux comme maire délégué d'Helemmes en septembre 2012. De 2006 à 2014, il occupe également les fonctions de délégué général de la fédération du Nord du Parti socialiste.
Élu conseiller général dans le canton de Lille-Est en mars 2011, il devient dans la foulée vice-président du conseil général de Nord chargé des relations internationales et des affaires européennes.
La liste qu'il conduit remporte les élections communales de mars 2014 et il est réélu maire délégué d'Hellemmes-Lille. Il est élu conseiller départemental, en binôme avec Alexandra Lechner, lors des élections départementales de 2015.
Il adhère à En marche (EM) en décembre 2016 et soutient Emmanuel Macron à l'élection présidentielle. Il le reçoit à Hellemmes le 14 janvier 2017. Tête de liste de la majorité présidentielle aux élections sénatoriales de 2017 dans le Nord, il est élu sénateur et démissionne du conseil départemental et de son mandat de maire délégué d'Hellemmes pour se conformer à la loi sur le cumul des mandats. Il conserve ses mandats de conseiller communal et municipal de Lille jusqu'au renouvellement de juin 2020.
Président du groupe français de l'Union interparlementaire en septembre 2022, il est mis fin à ses fonctions de Sénateur du NORD le 1er octobre 2023, n'ayant pas été réélu en septembre 2023.

## Détail des mandats et fonctions

### Au Sénat
- 2 octobre 2017 – 1er octobre 2023 : sénateur du Nord.
- Vice-président de la commission de l'Aménagement du territoire et du Développement durable du Sénat.
- Depuis septembre 2022 : président du groupe français de l'Union interparlementaire.

### Au niveau local
- 18 juin 1995 – 28 juin 2020 : conseiller municipal de Lille.
- 25 juin 1995 – 27 septembre 2012 : adjoint au maire d'Hellemmes-Lille.
- 25 mars 2001 – 27 septembre 2012 : adjoint à la maire de Lille.
- 27 septembre 2012 – 27 novembre 2017 : maire délégué d'Hellemmes-Lille.
- 31 mars 2011 – 29 mars 2015 : conseiller général du Nord (élu dans le canton de Lille-Est).
- 31 mars 2011 – 29 mars 2015 : vice-président du conseil général du Nord.
- 2 avril 2015 – 1er octobre 2017 : conseiller départemental du Nord (élu dans le canton de Lille-3).